# Zwieniaczka
Zwieniaczka (ros. Звенячка) – wieś (ros. село, trb. sieło) w zachodniej Rosji, w sielsowiecie skoworodniewskim rejonu chomutowskiego w obwodzie kurskim.

## Geografia
Miejscowość położona jest nad ruczajem Zwieniaczij, 13 km od centrum administracyjnego sielsowietu skoworodniewskiego (Skoworodniewo), 20 km od centrum administracyjnego rejonu (Chomutowka), 97 km od Kurska.
W granicach miejscowości znajdują się ulice: Strana Sowietow, Dimitrowa, Kujbyszewa.

## Historia
Do czasu reformy administracyjnej w roku 2010 wieś Zwieniaczka wchodziła w skład sielsowietu mieńszykowskiego, który w tymże roku został włączony w sielsowiet skoworodniewski.

## Demografia
W 2015 r. miejscowość zamieszkiwało 79 osób.